# 제21회 서울독립영화제
제21회 서울독립영화제는 1995년 10월 10일에 열린 시상식이다.

## 수상 및 후보

### 대상
- 자살파티 - 이서군 수상

### 심사위원상
- 바람날다 - 김은하 수상

### 코닥상
- 이영감의 겨울살이 - 최종수 수상

### 감독상
- 건널 수 없는 강 - 이상인 수상

### 장려상
- 혼선 - 오정민 수상
- Bell - 이정철 수상
- 나마스테 서울 - 김대현 수상
- 작지만 소중한 것 - 윤진수 수상
- 우동 한 그릇 - 이안숙 수상
- Propose - 문성기 수상
- 달을 위한 풍경 - 김영준 수상
- U. Turn - 홍주연 수상
- Fiction - 고수경 수상
- 일본이야기 - 박상혁 수상
- 폭력영화 - 김성구 수상
- 이브를 위한 모노로그 - 최정윤 수상
- 빵가게 습격 - 임경택 수상
- Imagination - 강지은 수상
- 기왓가마는 아직도 뜨겁다 - 한국문화영화제작 수상